# Amita Berthier
Amita Marie Nicolette Berthier (Singapore, 15 dicembre 2000) è una schermitrice singaporiana. Ha frequentato l'Università di Notre Dame dal 2018 al 2023, conquistando 4 medaglie individuali ai Campionati NCAA di scherma. In rappresentanza di Singapore, Berthier ha vinto 3 medaglie d'oro ai SEA Games e si è qualificato per 2 Giochi olimpici. Il 16 dicembre 2017, Berthier è diventato la prima schermitrice singaporiana a vincere un titolo di Coppa del Mondo Junior nella tappa dell'Avana a Cuba, nella serie a otto.

## Carriera
Nell'aprile 2021, Berthier si è qualificata per la squadra olimpica di Singapore alle Olimpiadi estive del 2020 vincendo il torneo di qualificazione olimpica Asia-Oceania tenutosi a Tashkent, in Uzbekistan. In questo modo, è diventata la prima singaporiana ad assicurarsi un posto olimpico attraverso un torneo di qualificazione.
Nel 2023, Berthier ha vinto un bronzo congiunto nel fioretto femminile ai Campionati asiatici di scherma 2023 tenutisi a Wuxi, in Cina. È stata poi scelta, insieme all'atleta di wushu Jowen Lim, come portabandiera dei Giochi asiatici del 2022, che si sono svolti a Hangzhou, in Cina, nel 2023. La Berthier è stata eliminata nei quarti di finale del fioretto femminile individuale.
Il 17 marzo 2024, Berthier si è qualificata per le Olimpiadi di Parigi grazie ai punti del ranking individuale. Classificata al 28º posto al mondo nel fioretto femminile, ha ottenuto punti al Grand Prix della Federazione Internazionale di Scherma (FIE) a Washington DC, classificandosi al 20º posto.
Berthier è stata nuovamente eliminata negli ottavi di finale dopo una sconfitta per 13-15 contro la numero 11 del mondo, la statunitense Lauren Scruggs.